# Ranunculus uncinatus
Ranunculus uncinatus ist eine Pflanzenart aus der Gattung Hahnenfuß innerhalb der Familie der Hahnenfußgewächse (Ranunculaceae).

## Beschreibung

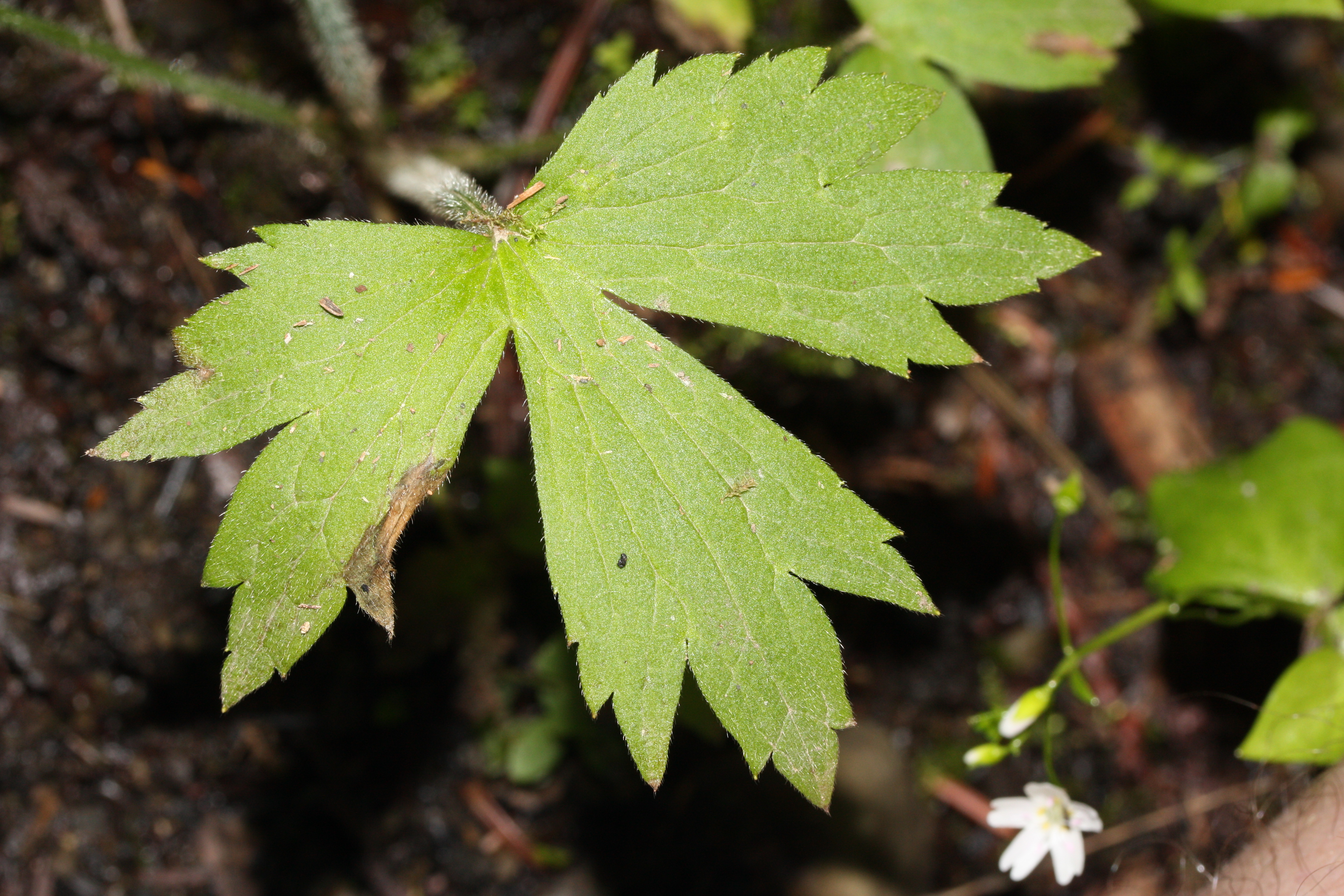
Grundständiges Laubblatt

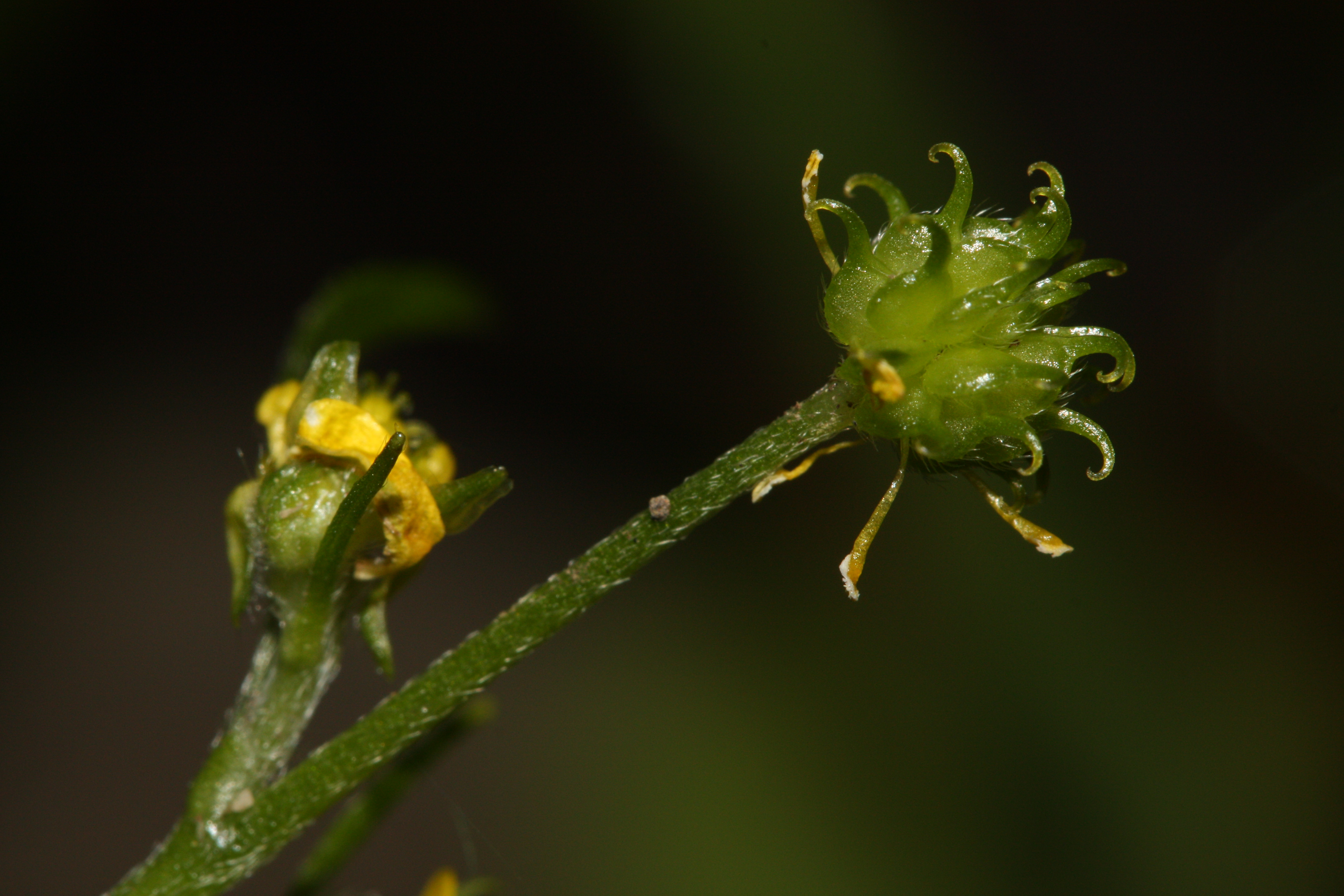
Sammelnussfrucht

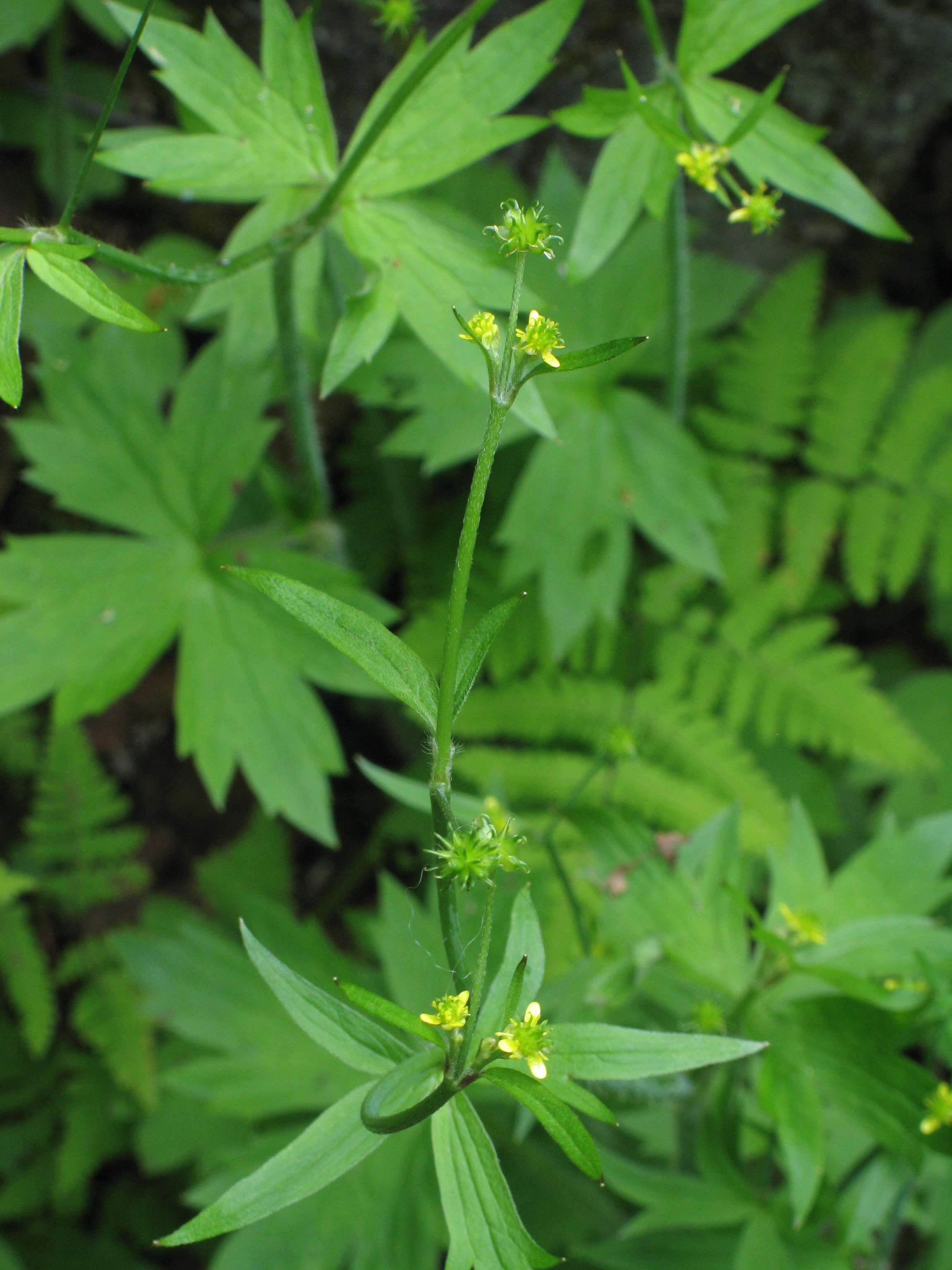
Stängel, Laubblätter und Blüten

### Vegetative Merkmale
Ranunculus uncinatus wächst als ausdauernde krautige Pflanze, manchmal ist sie schon im ersten Jahr blühfähig. Sie erreicht Wuchshöhen von 15 bis 60 Zentimetern. Die Stängel sind aufrecht und kahl oder borstig. Sie wurzeln nie an den Knoten (Nodi). Die Stängelbasis ist nicht knollig verdickt. Die Wurzeln sind nie knollig.
Die Laubblätter sind grundständig und wechselständig am Stängel verteilt angeordnet. Die Blattspreiten der Grundblätter und unteren Stängelblätter sind bei einer Länge von 1,8 bis 5,6 Zentimetern sowie einer Breite von 2,8 bis 8,3 Zentimetern groß, im Umriss herz- bis nierenförmig, dreiteilig, gelegentlich auch dreifiedrig. Die Fiederblättchen können wiederum gelappt sein. Die letzten Blattabschnitte sind elliptisch bis lanzettlich mit spitzem bis gerundet-stumpem oberen Ende. Der Blattrand ist gezähnt oder gekerbt-gezähnt. Die obersten Stängelblätter sind reduziert und tief geteilt oder zusammengesetzt.

### Generative Merkmale
Die Blütezeit reicht in Nordamerika vom Frühjahr (April) bis zum Sommer (Juli oder August).
Die zwittrige Blüte ist radiärsymmetrisch und fünfzählig. Der Blütenboden ist kahl. Die fünf früh abfallenden Kelchblätter sind bei einer Länge von 2 bis 3,5 Millimetern sowie einer Breite von 1 bis 2 Millimetern zurückgebogen oder manchmal auch ausgebreitet und flaumig behaart. Die fünf gelben Kronblätter sind 2 bis 4, selten bis zu 6 Millimeter lang sowie von 1 bis 2, selten bis zu 3 Millimeter breit.
In einer Sammelnussfrucht sind bei einer Länge von 4 bis 7 Millimetern sowie einem Durchmesser von 4 bis 7 Millimeter kugelförmig oder halbkugelförmig und enthalten viele Nüsschen. Das Nüsschen ist bei einer Länge von 2 bis 2,8 Millimetern sowie einer Breite von 1,6 bis 2 Millimetern scheibenförmig und kahl oder zerstreut borstig behaart. Die dicke Fruchtwand ist glatt. Der Rand der Nüsschen bildet eine schmale, 0,1 bis 0,2 Millimeter breite Rippe. Der haltbare Schnabel ist bei einer Länge von 1,2 bis 2,5 Millimetern lanzettlich, gebogen und hakenartig.
Die Chromosomengrundzahl beträgt x = 7, es liegt Tetraploidie mit einer Chromosomenzahl von 2n = 28 vor.

## Ökologie
Die Haken an den Nüsschen unterstützen die Ausbreitung der Diasporen am Fell von Tieren oder am Menschen.

## Vorkommen
Ranunculus uncinatus ist im westlichen Nordamerika verbreitet. Das Areal erstreckt sich von den Aleuten entlang der Küste von Alaska nach Süden bis nach Kalifornien, mit dem südlichsten Areal in den San Bernardino Mountains. Ungefähr ab der Mitte von British-Columbia reicht das Areal weiter ins Landesinnere nach Osten. Es gibt auch Fundortangaben für die kanadischen Provinzen westliches Alberta sowie British Columbia und die US-Bundesstaaten Washington, Oregon, Idaho, Montana, Wyoming, Colorado sowie nördliches New Mexico. Ein disjunktes Vorkommen besteht im nordwestlichen Arizona.
Ranunculus uncinatus wächst in Nordamerika in feuchten Wiesen oder Wäldern in Höhenlagen von 0 bis 3400 Metern.  Sie ist oft entlang von Fließgewässern anzutreffen. In Kalifornien wächst sie in feuchten Wiesen oder Waldland, oft entlang von Fließgewässern, meist in Höhenlagen oberhalb von 2800 Metern.

## Taxonomie
Die Erstbeschreibung von Ranunculus uncinatus D.Don ex G.Don erfolgte 1831 durch George Don junior in David Don: A general history of the dichlamydeous plants, Volume 1, S. 35. Synonyme für Ranunculus uncinatus D.Don ex G.Don sind: Ranunculus bongardii Greene, Ranunculus bongardii var. earlei (Greene) L.D.Benson, Ranunculus bongardii subsp. greenei (Howell) Piper, Ranunculus earlei Greene, Ranunculus greenei Howell, Ranunculus lyallii Rydb., Ranunculus occidentalis var. parviflorus Torr. Ranunculus recurvatus Bong., Ranunculus uncinatus var. earlei (Greene) L.D.Benson, Ranunculus uncinatus var. parviflorus (Torr.) L.D.Benson, Ranunculus uncinatus var. typicus L.D.Benson

## Nutzung
Einige Indigene Völker Nordamerikas nutzten Ranunculus uncinatus zu verschiedenen medizinischen Zwecken, beispielsweise als Mittel gegen Rheuma, als schweißtreibendes Mittel, als Desinfektionsmittel und als orthopädisches Hilfsmittel. Es wurde auch als Dampfbad bei Muskelschmerzen und Rheuma verwendet.